# Dionizy Sinkiewicz
Dionizy Sinkiewicz (zm. ok. 1730) – igumen monasteru w Krechowie koło Lwowa oraz lwowskiego klasztoru św. Jura.

## Życiorys
Autor wielu drzeworytów w lwowskich drukach cerkiewnych. Jego prace graficzne znajdują się w monasterze św. Katarzyny na Synaju oraz w zbiorach biblioteki Uniwersytetu w Princeton. 

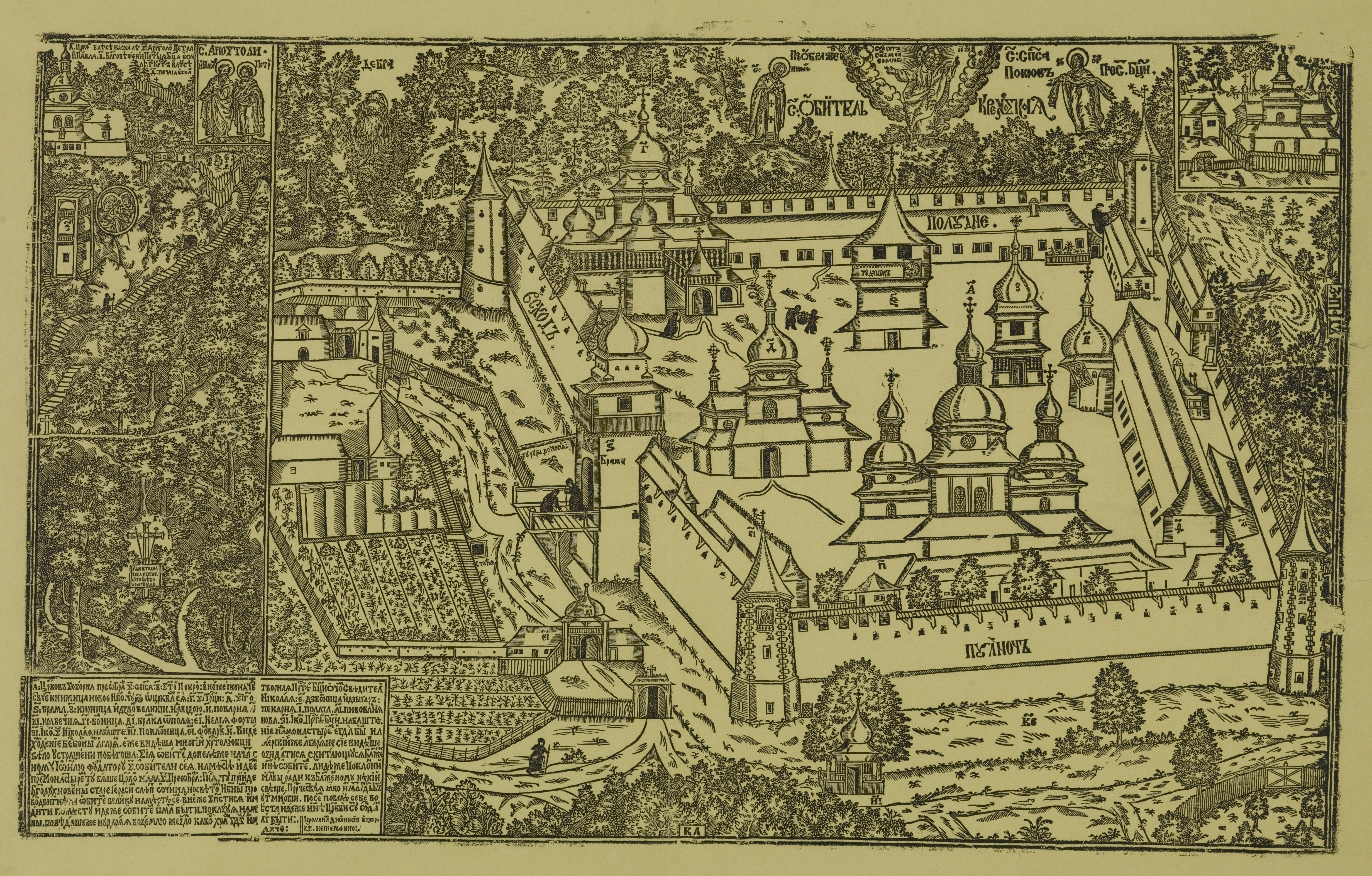
Monaster bazylianów w Krechowie, Dionizy Sinkiewicz

Współpracował z nim Nikodem Zubrzycki, rytownik lwowski, wykonujący również drzeworyty i miedzioryty o charakterze ulotnym.
Autor projektu cerkwi pw. św. Mikołaja w Krechowie, zbudowanej w latach 1721-1751.